# Arbeitskreis muslimischer Sozialdemokratinnen und Sozialdemokraten
Der Arbeitskreis muslimischer Sozialdemokratinnen und Sozialdemokraten (AKMS) ist eine seit 2014 offiziell anerkannte Interessensvereinigung innerhalb der Sozialdemokratischen Partei Deutschlands (SPD).

## Geschichte
Die Gründung des AKMS fand am 14. Februar 2014 im Willy-Brandt-Haus statt. Auf der konstituierenden Sitzung wurden fünf Sprecher gewählt: Mohamed Ibrahim, Selma Yildiz Ilkhan, Tuba Isik, Lydia Nofal und Atila Ülger. Die Gründungssitzung war nicht-öffentlich. An der nachfolgenden öffentlichen Podiumsveranstaltung nahmen über 100 Gäste teil. Laut SPD-Jahrbuch ging die Initiative zur Gründung maßgeblich von Sawsan Chebli aus, die kurz vor der Gründung zur stellvertretenden Pressesprecherin des Auswärtigen Amtes berufen wurde und deshalb auf ein Sprechermandat verzichtet habe. Die politische Schirmherrschaft für den Parteivorstand übernahm Aydan Özoğuz. Aydan Özoguz gilt laut der SPD-Parteizeitung Vorwärts als „Geburtshelferin des Arbeitskreises“.
Der Arbeitskreis begleitet die religionspolitische Arbeit der SPD, der SPD-Bundestagsfraktion und der Friedrich-Ebert-Stiftung (FES). So waren 2014 Sprecher des Arbeitskreises an der Tagung „Religion ist (nicht) Privatsache“ beteiligt. Neben dem AKC und dem AKJS arbeitet der AKMS in der Werkstatt „Religion und Politik“ der FES mit. Für die Tagung „Religion, Demokratie und Vielfalt in Deutschland. Nachdenken über Religionspolitik“ steuerte 2015 eine Sprecherin einen Beitrag bei. Das ZDF berichtete, dass der Arbeitskreis für mehr Normalität im Umgang mit Menschen islamischen Glaubens sorgen solle. Der Arbeitskreis war 2014 der erste bundesweite Zusammenschluss von Muslimen in einer Partei. An den nachfolgenden Jahrestagungen des AKMS nahmen laut fowid 2016 rund 14 Teilnehmer, 2017 rund 30 Teilnehmer und 2019 rund 20 Teilnehmer teil.